# Hochschularbeitsgemeinschaften für Raumforschung
Die Hochschularbeitsgemeinschaften für Raumforschung (HAG) wurden im nationalsozialistischen Deutschen Reich in den Monaten nach der Gründung der Reichsarbeitsgemeinschaft für Raumforschung (im Dezember 1935) an vielen Hochschulen aufgebaut. Die der Reichsarbeitsgemeinschaft zugeordneten Hochschularbeitsgemeinschaften dienten der Kopplung von Wissenschaft und Politik; sie widmeten sich in multidisziplinär zusammengesetzten Gruppen und Arbeitskreisen der Raumforschung. Die HAGs unterstützten die Ziele nationalsozialistischer Agrar- und Siedlungspolitik.

## Gründungsphase
In einem Erlass vom Februar 1936 verpflichtete sich Wissenschaftsminister Bernhard Rust entsprechende Arbeitsgemeinschaften an den Hochschulen zu gründen. Diese AGs setzten sich durch Professoren und Dozenten verschiedener Fachdisziplinen zusammen (Geographie, Agrarwissenschaften, Wirtschafts- und Sozialwissenschaften, Bevölkerungswissenschaften, Verkehrswissenschaft, Forstwissenschaften, Wasserbau und andere):
„Umgehend wollte Rust von den Hochschulrektoren einen Überblick über die bisherigen Arbeiten zu ‚Raumforschung und Planung‘ sowie Vorschläge über geeignete Leiter für die Arbeitsgemeinschaften sehen. Die Leitung der Arbeitsgemeinschaft liegt in der Hand eines geeigneten Dozenten, der auf Vorschlag des Rektors (Direktors) von dem von mir bestellten kommissarischen Obmann der Reichsarbeitsgemeinschaft für Raumforschung, Professor Dr. Konrad Meyer, ernannt wird.“
Damit war dem Multifunktionär Konrad Meyer auch bei der Ernennung der Leiter der Hochschularbeitsgemeinschaften eine Schlüsselposition zugekommen.

## Zielsetzungen
Die Hochschularbeitsgemeinschaften dienten der gemeinsamen Umsetzung ns-spezifischer Raumplanungsziele. Die Hochschularbeitsgemeinschaften galten als Vertretung der Reichsarbeitsgemeinschaft für Raumforschung (RAG) an den einzelnen Hochschulen. Beteiligte NS-Funktionäre definierten die politische Funktion der Arbeitsgemeinschaften in sehr allgemein gehaltener Form:
„Der Grundgedanke der Hochschularbeitsgemeinschaft ist es, die wissenschaftlichen Kräfte in der Mannigfaltigkeit der Disziplinen zur Aufgabe der Gestaltung des zugeordneten Raumes zusammenzufassen. Damit arbeitet die Hochschule zugleich an der unmittelbaren Lebensbewältigung des Raumes mit.“
Die Zahl der Hochschularbeitsgemeinschaften stieg von etwa vierzig im Jahr 1936 auf einundfünfzig im Jahr 1941: 
„Damit besaß die RAG eine flächendeckende Struktur von Hochschularbeitsgemeinschaften, die das gesamte Reichsgebiet bearbeiteten, Material und Daten erfaßten und es z. T. in Karten darstellten. Kerngegenstand der Arbeit in den Hochschulen war besonders die eigene Region.“
Zusätzlich wurden 7 Landesarbeitsgemeinschaften für Raumforschung durch die RAG gebildet: Gruppe Niedersachsen, Gruppe Nord, Gruppe Ost, Gruppe Südost, Gruppe Südwest, Gruppe West, Gruppe Mitteldeutschland.
Eine Hochschularbeitsgemeinschaft konnte dutzende Professoren und Mitarbeiter umfassen.
Die Eröffnung einer bedeutenden Hochschularbeitsgemeinschaft wurde bisweilen bewusst als Großereignis inszeniert. So hieß es in einem universitären Rundschreiben zur Eröffnungsfeier der Mecklenburgischen Arbeitsgemeinschaft für Raumforschung (15. Juni 1936), dass „alle Spitzen der Behörden, die Führer von Partei und Staat sowie der Wehrmacht eingeladen [seien].“ Tatsächlich war Gauleiter Hildebrandt bei der Eröffnungsfeier anwesend. Zugleich wurde in Rostock an diesem Tag ein dies academicus ausgerufen.
Die RAG vergab Fördergelder für Forschungsprojekte, die die Hochschularbeitsgemeinschaften initiierten. Formal reklamierte die RAG: „Der Leiter der Hochschularbeitsgemeinschaft ist für die RAG die erste und wichtigste Gutachterinstanz.“ Dem Obmann der RAG kam aber immer auch eine entscheidende Rolle zu. In den Jahren 1936 bis 1939 gab die RfR über die RAG rund 1,43 Millionen Reichsmark für Raumforschung aus.
Die Hochschularbeitsgemeinschaften waren mit den 23 regionalen Landesplanungsgemeinschaften organisatorisch verbunden, die wiederum der Reichsstelle für Raumordnung verantwortlich waren.

Die Hochschularbeitsgemeinschaften wurden nach dem nationalsozialistischen Führerprinzip aufgebaut, auch ihre grundsätzlich regionale Ausrichtung wurde auf zentralistische Zwecke des NS-Führerstaats gelenkt:
„Die Raumforschung stellt die Hochschulen wieder bewußt in die konkrete Landesforschung hinein, wobei naturgemäß immer im Auge behalten werden muß, daß die einzelnen Hochschulen niemals nur Landes- oder Gauanstalten sind, weil die Wissenschaft der politischen Führung nur unmittelbar zugeordnet sein kann.“
Frühzeitig wurden die Hochschularbeitsgemeinschaften aufgefordert, in- und ausländische Literatur zur Raumordnung/-planung wahrzunehmen (ab Mai 1936), um den Aufbau einer Zentralbibliographie zu fördern. In der RAG-Zeitschrift Raumforschung und Raumordnung wurden thematische Schwerpunkte der Planungsliteratur und Auslandsforschung aus England, USA und Frankreich registriert.
Der „wissenschaftliche Hauptsachbearbeiter“ der RAG hatte den Kontakt zwischen der RAG-Spitze und den Hochschularbeitsgemeinschaften zu halten. Bei den wissenschaftlichen Hauptsachbearbeitern handelte es sich in chronologischer Reihenfolge um: Heinrich Hensen, Martin Kornrumpf und Friedrich Bülow.

## Hochschularbeitsgemeinschaften und ihre Leiter
Ein Überblick über sämtliche Besetzungen der Leitungspositionen der Arbeitsgemeinschaften liegt für die Jahre 1942 und 1943 vor. Die RAG-Zeitschrift Raumforschung und Raumordnung (RuR) berichtete über die Hochschularbeitsgemeinschaften in eigenen Rubriken („Aus der Forschung“ und „Aus den Hochschularbeitsgemeinschaften“).
Von den 51 Leitern waren zu den Zeitpunkten der Erhebungen der RuR nur acht wegen Wehrdienst nicht an den Hochschulen (betraf Jeserich, Kritzler, Flörke, Lemmel, Egner, Hoffmann, Saure und zeitweise Bebermeyer). Unter den 51 Leitern und ihren Stellvertretern finden sich auch einige Rektoren und Prorektoren (aus der Zeit vor, während und nach dem Nationalsozialismus):
Hochschularbeitsgemeinschaften und ihre Leiter in den Jahren 1942/43
| Hochschule                                   | Leiter der Hochschularbeitsgemeinschaft                          | Stellvertreter                                                   |
| 1. TH Hochschule Aachen                      | Hermann Roloff (ab 1943)                                         | Robert Hans Wentzel                                              |
| 2. Universität Berlin                        | Kurt G.A. Jeserich                                               | Hans Weigmann                                                    |
| 3. TH Berlin                                 | Gerhard Jobst                                                    |                                                                  |
| 4. Wirtschaftshochschule Berlin              | Horst Jecht (bis 1942)                                           | Walter Weddigen                                                  |
| 5. Universität Bonn                          | Karl Rauch (bis 1942) ab 1943: Heinrich Freiherr von Stackelberg | Mathias Ernst Kamp                                               |
| 6. TH Braunschweig                           | Gottfried Kritzler                                               | Ludwig Leichtweiß                                                |
| 7. Universität Breslau                       | Hans-Jürgen Seraphim                                             |                                                                  |
| 8. TH Breslau                                | Louis Jänecke                                                    | Walter Hartleb                                                   |
| 9. TH Brünn                                  | Camillo Worliczek                                                |                                                                  |
| 10. Berg-Akademie Clausthal-Zellerfeld       | Friedrich Buschendorf                                            |                                                                  |
| 11. TH Danzig                                | Friedrich Flörke                                                 | Karl August Hoepfner                                             |
| 12. TH Darmstadt                             | Max Muss                                                         |                                                                  |
| 13. TH Dresden                               | Adolf Muesmann                                                   | Heinrich Heiser                                                  |
| 14. Forstliche Hochschule Eberswalde         | Hans Lemmel                                                      | Friedrich Bülow                                                  |
| 15. Universität Erlangen                     | Rudolf Stucken                                                   | Horst Wagenführ                                                  |
| 16. Universität Frankfurt am Main            | Erich Egner                                                      | Heinz Sauermann                                                  |
| 17. Bergakademie Freiberg                    | Walter Hoffmann ab 1943: Richard Pfalz                           | Karl Kegel                                                       |
| 18. Universität Freiburg                     | Friedrich Metz ab 1943: Friedrich Maurer                         |                                                                  |
| 19. Universität Gießen                       | ab 1939: Fritz Klute                                             |                                                                  |
| 20. Universität Göttingen                    | Artur Schürmann                                                  |                                                                  |
| 21. Universität Graz                         | Armin Dadieu                                                     | Robert Mayer                                                     |
| 22. Universität Greifswald                   | Hermann Lautensach                                               |                                                                  |
| 23. Universität Halle                        | Hellmuth Wolff                                                   |                                                                  |
| 24. Universität Hamburg                      | Paul Schulz-Kiesow                                               |                                                                  |
| 25. TH Hannover                              | Otto Leonhard Blum                                               |                                                                  |
| 26. Tierärztliche Hochschule Hannover        | Hans Butz                                                        | Siegfried Strugger                                               |
| 27. Universität Heidelberg                   | Ernst Schuster                                                   | Ernst Plewe                                                      |
| 28. Landwirtschaftliche Hochschule Hohenheim | Erhard Jung                                                      | Paul Hesse                                                       |
| 29. Universität Innsbruck                    | Kintzl (Hans Kinzl)                                              |                                                                  |
| 30. Universität Jena                         | Joachim Heinrich Schultze                                        | Asmus Petersen                                                   |
| 31. TH Karlsruhe                             | Roman Friedrich Heiligenthal ab 1943: Rolf Fricke                | Rolf Fricke (ab 1943: Goerg)                                     |
| 32. Universität Kiel                         | Andreas Predöhl                                                  |                                                                  |
| 33. Universität Köln                         | Bruno Kuske                                                      | Theodor Wessels                                                  |
| 34. Universität Königsberg                   | Hans-Bernhard von Grünberg                                       |                                                                  |
| 35. Handelshochschule Königsberg             | Erwin Scheu (ab 1943)                                            | 1942: Erwin Scheu                                                |
| 36. Universität Leipzig                      | Erich Dittrich                                                   | 1936: Hans Oppikofer ab Sommer 1942: Rudolph Reinhard            |
| 37. Handelshochschule Leipzig                | Karl C. Thalheim                                                 |                                                                  |
| 38. Universität Marburg                      | Bernhard Martin                                                  |                                                                  |
| 39. Universität München                      | Erich Carell (bis 1942)                                          | 1943: Umbesetzung.                                               |
| 40. TH München                               | Lutz Pistor                                                      | Otto Eberhard Heuser                                             |
| 41. Universität Münster                      | Wilhelm Müller-Wille                                             |                                                                  |
| 42. Hindenburg-Hochschule Nürnberg           | Karl Seiler                                                      |                                                                  |
| 43. Universität Posen                        | Walter Geisler                                                   |                                                                  |
| 44. Hochschulen Prag                         | Wilhelm Saure ab 1943: Hans Spreitzer                            | Hans Spreitzer (ab 1940) ab 1943 Vertreter: Karl Valentin Müller |
| 45. Universität Rostock                      | Heinrich Niehaus                                                 |                                                                  |
| 46. TH Stuttgart                             | Carl Pirath                                                      | Hermann Ellinghaus                                               |
| 47. Universität Straßburg                    | Gerhard Mackenroth                                               |                                                                  |
| 48. Forstliche Hochschule Tharandt           | Kurt Mantel                                                      |                                                                  |
| 49. Universität Tübingen                     | Gustav Bebermeyer                                                | Hermann von Wißmann                                              |
| 50. Hochschulen Wien                         | Hugo Hassinger (ab 1939)                                         |                                                                  |
| 51. Universität Würzburg                     | Georg Schenk                                                     | Günther Just                                                     |

Quellen: Raumforschung und Raumordnung, Jg. 6 (1942), S. 231, und Jg. 7 (1943), S. 127, sowie Venhoff 2000, S. 19f.
Die nur für das Jahr 1936 aufgeführte Hochschularbeitsgemeinschaft an der Forstlichen Hochschule Hannoversch-Münden leitete der Forstwissenschaftler Josef Nikolaus Köstler.
Der Wasserwirtschaftswissenschaftler Ferdinand Zunker wird nur in der Inventarliste von 1937 als eigenständige Hochschularbeitsgemeinschaft erwähnt und 1938 als Mitglied der Hochschularbeitsgemeinschaft der Universität Breslau geführt.
Allein der ehemalige RAG-Funktionär Martin Kornrumpf erwähnt in seiner tendenziösen Schrift, dass es an der Staatlichen Akademie Braunsberg eine HAG gegeben hätte.
Im Rahmen der HAGs wurden unter anderem Massenerhebungen angefertigt. Studierende wurden zur Mitarbeit an den Untersuchungen der Hochschularbeitsgemeinschaften verpflichtet.
Weitgehend ungeklärt ist, ob und ggf. wie einzelne Hochschullehrer die Raumforschung auch zur Deckung eigener Widerstandsaktivitäten nutzten. Kontakte zu Widerstandskreisen sollen u. a. Gerhard Ziegler, Emil Woermann, Artur von Machui, Erich Preiser, Günter Schmölders, Theodor Wessels und Gerhard Isenberg gehabt haben, gut belegt sind diese Kontakte jedoch meist nicht. Wo solche Kontakte gut belegt sind, ist nicht klar, ob sie eine Bedeutung für die Mitarbeit an der NS-Raumforschung hatten.
Einige Hochschularbeitsgemeinschaften wurden bis in die 1950er Jahre, in Einzelfällen bis in die 1970er Jahre weitergeführt. So war Karl Heinrich Olsen (Präsident der ARL 1960–1965) Mitglied der Hochschularbeitsgemeinschaft an der TH Braunschweig. Der Wasserbauingenieur Erwin Marquardt war von 1950 bis 1952 Leiter der Hochschularbeitsgemeinschaft für Raumforschung an der TH Stuttgart. Der Agrarsoziologe Herbert Morgen, zuvor im agrarpolitischen Institut bei Konrad Meyer (auch Leiter des Stabshauptamtes 'Planung und Boden' des RKF) tätig, war nach 1945 Mitglied der Hochschularbeitsgemeinschaft für Raumforschung und Landesplanung Wilhelmshaven (s. Pädagogische Hochschule für landwirtschaftliche Lehrer in Wilhelmshaven; Hochschule für Arbeit, Politik und Wirtschaft).

## Fachliche Zugehörigkeiten der Leiter der Hochschularbeitsgemeinschaften
Grundsätzlich beabsichtigte der nationalsozialistische Staat mit der Etablierung der Raumforschung die herkömmliche disziplinäre Einteilung des Wissenschaftssystems zu unterlaufen. Die „Gemeinschaftsarbeit“ einer Hochschule sollte das einzelne Fach als Ordnungsprinzip ablösen. Dennoch hatten Wissenschaftler bis dato ihre Ausbildungen in einzelnen Fächern erfahren. Nimmt man die in der Fachliteratur und in der deutschsprachigen Wikipedia genannten Bildungs- und Berufsabschlüsse zum Maßstab, dann setzten sich die fachlichen Herkünfte aller genannten Leiter der Hochschularbeitsgemeinschaften und ihrer Stellvertreter wie in der unten genannten Tabelle zusammen.
Die Besetzung der leitenden Positionen sagt allein noch nichts über die Relevanz einzelner Wissenschaftsdisziplinen für die Raumforschung aus. Die Arbeitsgemeinschaften setzen sich aus Wissenschaftlern multidisziplinärer Herkunft zusammen. Der fachliche Schwerpunkt und die inhaltliche Arbeit einer Hochschularbeitsgemeinschaft konnte stark von der fachlichen Herkunft des Leiters einer Hochschularbeitsgemeinschaft abweichen. Neben den vielen Wirtschafts- und Sozialwissenschaftlern innerhalb der Raumforschung ist die relative große Zahl von Wissenschaftlern mit ingenieurwissenschaftlichen Abschlüssen aus verschiedenen Disziplinen auffällig (Architektur, Stadtplanung, Agrarwissenschaften, Wasserbau, Geologie, Eisenbahnbau u. a.).
|    | Fachliche Herkunft der Leiter der HAG     | Anzahl (a) |
| 1. | Wirtschafts- und Sozialwissenschaften (b) | 45         |
| 2. | Geographische Wissenschaften              | 19         |
| 3. | Architektur / Raumplanung (c)             | 6          |
| 4. | Sonstige Ingenieurswissenschaften (d)     | 18         |
| 5. | Agrarwissenschaften                       | 8          |
| 6. | (Rassen-)Biologie / Eugenik               | 3          |
| 7. | Rechtswissenschaft                        | 3          |
| 8. | Forstwissenschaften                       | 2          |
| 9. | Volkskunde / Sprachwissenschaften         | 2          |
|    | Summe                                     | 106        |

Anmerkungen:
(a) Berücksichtigt sind neben den Leitern/Stellvertretern hier auch jene HAG-Leiter, die zu verschiedenen Zeitpunkten eine Hochschularbeitsgemeinschaft führten.
(b) Einschließlich Soziologen, Betriebswirten, Staatswissenschaftlern/Nationalökonomen, Sozialökonomen, Kommunalwissenschaftlern, Verkehrswissenschaftlern und Wirtschaftshistorikern.
(c) Einschließlich Stadt- und Raumplanern.
(d) Einschließlich Bauingenieuren, Bergingenieuren, Eisenbahningenieuren, Wasserbauingenieuren, Chemikern und Geologen.